# Ophiopsila polyacantha
Ophiopsila polyacantha is een slangster uit de familie Ophiocomidae.
De wetenschappelijke naam van de soort werd in 1915 gepubliceerd door Hubert Lyman Clark.